# 小行星1219
小行星1219（1219 Britta）是一颗围绕太阳公转的小行星。1932年2月6日，马克斯·沃夫在海德堡发现了此天体。
这颗小行星的绝对星等为23.84413921668523等。